# 西新宿三井ビルディング
西新宿三井ビルディング（にししんじゅくみついビルディング）は東京都新宿区西新宿6丁目24-1に所在し、青梅街道に面する、三井不動産が運営する超高層ビル。
本項では、同時に整備された住宅棟の西新宿パークサイドタワーについても記載する。

## 概要
西新宿6丁目において民間組合施行型の再開発を行うべく、1987年に地権者を集めた街づくり研究会をスタートさせ、1991年に三井不動産、佐藤工業、地元の地権者などが「西新宿六丁目西第1地区市街地再開発組合」を設立し、事務所棟（テナントオフィス・店舗）と住宅棟（地権者住宅と分譲住宅）の建設に取り組み、1999年7月に全体が完成した。
外観はガラスカーテンウォールにアースカラーのタイルを装った暖かみのあるスタイルとし、外構は地被植物から常緑・落葉を織り交ぜ、季節感のある豊かな緑と人に優しいせっき質タイルや煉瓦などの素材の採用によって、人の集う賑わいのある空間構成とした。このほか、住宅棟と事務所棟の間には円形広場を設けその先には「もみじ広場」を配した。
ビル内には多くの企業がテナントとして入っているが、1〜2階には飲食店を構える。
しばしば「西新宿三井ビル」と略されるが、名称が似ている近隣の新宿三井ビルディング（1974年完成）との混同には注意を要する。

### 主なテナント・スポットなど
2F
- 西新宿三井ビル 会議室

3F〜11F
- サングローブ

12F
- リソルホールディングス

15F
- Cake.jp
- MSP

18F
- 日本エイサー

飲食店
1F
- スターバックス
- ファミリーマート
- 東京ベリーニカフェ

2F
- 一番どり
- おひつ膳 田んぼ
- 珍味館

## 西新宿パークサイドタワー
1997年11月、西新宿三井ビルに先行して竣工した地上20階、地下2階建てのタワーマンション。地権者住宅および分譲住宅からなる。総戸数は129戸。
名称は新宿中央公園に近接していることや、敷地内の植栽を充実させ潤いのある住環境の実現を目指していることに由来する。

## アクセス方法など
- 新宿駅より徒歩15分
- 都営大江戸線都庁前駅徒歩6分
- 地下鉄丸ノ内線西新宿駅より徒歩4分
- 駐車場あり（有料）

## ギャラリー

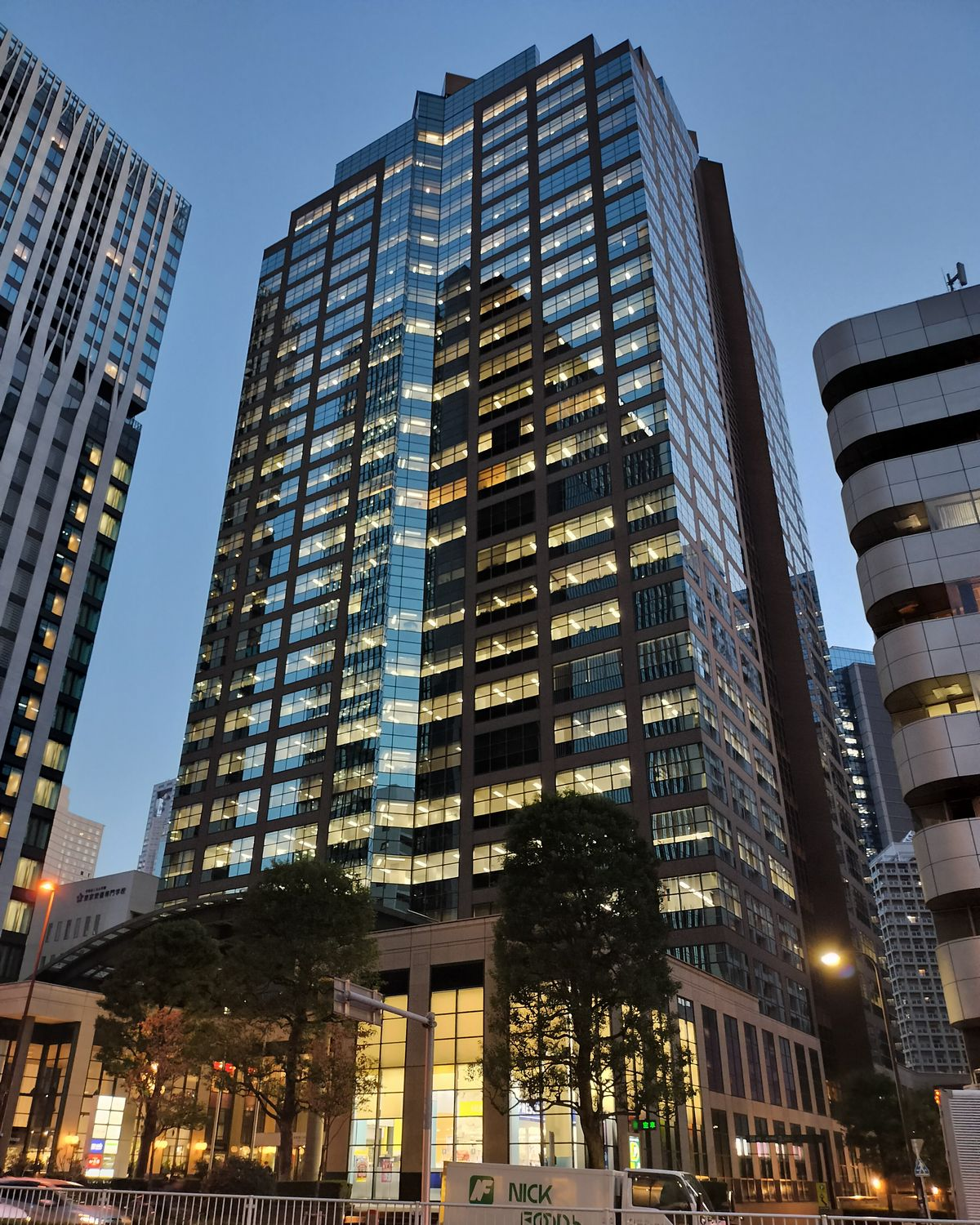
夕方の様子